# Brewcaria duidensis
Brewcaria duidensis är en gräsväxtart som beskrevs av L.B.Sm., Steyerm. och Harold Ernest Robinson. Brewcaria duidensis ingår i släktet Brewcaria och familjen Bromeliaceae. Inga underarter finns listade i Catalogue of Life.